# THAT'S EUROBEAT
THAT'S EUROBEAT（ザッツ・ユーロビート）は、かつてアルファレコードから発売されていた、Hi-NRG（ハイエナジー）、ユーロビート系の曲を多く収録していたコンピレーション・アルバムである。
1980年代後半から1990年代初頭のバブル時代に、ディスコをにぎわせた名曲のほとんどが、このシリーズに収録されていた。

## 概要
日本国内でアーティストを越えて楽曲を収録したコンピレーションアルバムが出始めていた頃にシリーズが開始された。
シリーズ開始当初は、CD・カセットテープ・LP版の3媒体で発売されていたが、のちにCD・カセットテープのみのリリースへと変わっていった。発売されていた期間は、1986年から1994年の8年間に及んでいる。シリーズ本作はVol.44、ノンストップミックスはVol.14が最終作となり、発売が終了された。
シリーズの前身は、『ザッツ・ハイエナジー』で、CDとカセットテープで発売されたコンピレーションアルバムであり、シリーズではなく単発の企画であった。収録曲の最後に、曲をメドレー形式にしたものやインストゥルメンタル、アーティストの声だけを収録したヴァージョン（MYOMとも呼ばれる）が収録されていた。その後、本家のナンバリング作品より先に『ザッツ・ユーロビート・ノンストップミックス』が展開され始めた。1986年1月25日にVol.1が発売され、1987年6月25日にVol.2が発売された。両作品共に、The JG'sがエディットを中心としたリミックスを行った。当該シリーズのVol.1とVol.2はノンストップミックスという形態における最初期の作品であり、ライナーノーツには当時の最高峰の機材（フェアライトCMI、シンクラヴィア）を導入し、特にサンプリングに関わる技術的な困難の中で制作を行っている様子が詳しく記されている。このノンストップミックスシリーズは日本にリミックスという手法を普及させる役割も担った。
なお、前身の『ザッツ・ハイエナジー』と、この作品に収録されている曲をノンストップミックスした、『ザッツ・ユーロビート・ノンストップミックス』と本家のナンバリング作品の他に、その年の年間ベスト盤である『ザッツ・ユーロビート・ザ・コンプリートワークス』など、色々な派生シリーズが発売された。
シリーズ開始当初は、人気のあるユーロビート・ブームに乗って高い売上を誇っていたが、後にハードコアテクノを中心に選曲を行う東京・芝浦のジュリアナ東京の登場やその関連シリーズ、『スーパー・クラブ・グルーヴィン (Super Club Groovin')』、『スーパー・ユーロビート (SUPER EUROBEAT)』など、更に洗練された新世代のシリーズが次々と発売され、そちらに人気が移ると共に売上は低迷した。
発売停止から約2年後の1996年頃から、THAT'S EUROBEATシリーズの復活版として『ザッツ・ユーロビート・ナウ』シリーズが発売開始されたものの、そのリリース開始から僅か2年後の1998年に本シリーズは終了している。さらにその翌年である1999年、発売元であったアルファレコードの倒産により、その後のシリーズ復活の見込みも無くなった。

## 主な楽曲
ここでは、ディスコ、クラブなどで盛り上がった曲をはじめ、ファンの間で印象に残った楽曲を代表として挙げていく。
楽曲の表記の見方は、曲名(リミックス名) / アーティストならびバンド、グループ名 (収録ナンバー, トラック数)
- GIVE ME UP (Dance Mix) / MICHAEL FORTUNATI (Vol.1, 1)

後にBaBeをはじめ、1987年に東京地区マハラジャ社長の成田勝、2005年に安良城紅（TDKのCMで使用された）、2006年にMi、2009年には玉置成実（「ヤッターマン」の5代目エンディングテーマに起用）がカヴァーした。
- BOOM BOOM (Let's Go Back To My Room) (U.S. REMIX) / PAUL LEKAKIS (Vol.3, 1)
- EVER AND EVER (High "E" Version) / VENICE (Vol.12, 8)
- BOOM BOOM DOLLAR(BOOM BOOM MIX) / KING KONG & THE DJUNGLEGIRLS (Vol.13, 1)
- POWER OF MAGIC(HIGH ENERGY BEAT MIX) / ALPHATOWN (Vol.14, 1)
- CHA-CHA-CHA (JAPAN VERSION) / MARK FARINA (Vol.16, 1)
- EVERY LITTLE TIME(SUPERMIX) / JENNY KEE (Vol.18, 2)
- JAPAN JAPAN(SAMURAI EDIT) / ALPHATOWN (Vol.20, 1)
- BAD DESIRE(REMIX) / F.C.F. (Vol.20, 5)
- RELIGHT MY FIRE(1990 VERSION) / MARK FARINA FEATURING BETTY BOO (Vol.20, 6)

ダン・ハートマン（Dan Hartman）が1979年に発売した楽曲のカバー。
- SAMURAI(SAYONARA BEAT) / F.C.F. (Vol.21, 1)
- TOUCH ME - FEEL ME - KISS ME(MIX VERSION) / GIPSY & QUEEN (Vol.21, 2)
- ROCK & ROLL(STONES VERSION) / MALCOLM J. HILL (Vol.21, 4)
- TAKE MY HEART(EXPLOSIVE MIX) / JENNY KEE (Vol.22, 6)
- COLOR OF LOVE / ALAN BARCKLAY (Vol.22, 9-c)[3]
- RUSSIAN(GORBY MIX) / MARK FARINA (Vol.23, 1)
- AI NO CORRIDA(MAN VERSION) / BEACH CLUB (Vol.23, 4)
- TAKE ME TO THE TOP(ULTIMATE MIX) / CHRIS (Vol.24, 1)
- RADIO(BELLISSIMO MIX) / CHIP CHIP (Vol.24, 2)
- SING(BOOM BOOM EDIT) / FEMMINUCCE (Vol.24, 4)
- DANCING IN THE STREET(POWER VERSION) / THE GANGSTARS (Vol.24, 9)
- Roppongi Suicide(NRO'S VERSION) / Asia Gang (Vol.25, 1)

アン・ルイスの「六本木心中」のカバー。
- Nice And Slow (Kriminal Mix) / Machismo (Vol.41, 7)
- FLY UP IN THE SKY(EXTENDED MIX) / DOLLY (Vol.43, 3)
- FOOLING WITH YOUR HEART(EXTENDED MIX) / LISA JOHNSON (Vol.44, 1)